# Радоев, Иван
Иван Дашев Радо́ев (болг. Иван Радоев; 30 марта 1927, Пордим — 10 июля 1994) — болгарский писатель, поэт, драматург, сценарист, публицист и журналист.

## Биография
После окончания гимназии в г. Плевен, изучал право и болгарскую филологию в Софийском университете.
Занимался журналистикой. Редактировал газеты «Стършел», «Родни криле», «Български воин». Работал в Национальной опере в Софии, главным редактором болгарского телевидения, заведовал драматургической частью театров «Слезы и смех» и «София», театра в Пернике.

## Творчество
Дебютировал в печати в 1944 году с циклом любовной лирикой, по-юношески чистой и романтичной, вызвавшей бурную дискуссию в печати. Поэт был подвергнут остракизму в официальной критике, которая обвинила молодого поэта в пропаганде «буржуазной сексуальности и вредительстве», «эротике», «порочности» и «декадентстве». Со временем обвинения в «саботаже», отсутствии «идеологии» коснулись личной жизни поэта. Радоев был вынужден уехать из Софии, жил в провинции в Сливене и Бургасе.
Во второй половине 1950-х годов он стал одним из создателей жанра лирической драмы. Прославился своими сатирическими и камерными пьесами.
Он является автором сборников интимной и медитативной лирики «Весенний рассвет» (1953), «Один белый лист» (1975); документальной пьесы «Красное и коричневое» (1972) о Лейпцигском процессе 1933 года; сатирической пьесы («Людоедка», постановка 1978), камерной пьесы «Шаровая молния», постановка 1985).

## Избранные произведения

### Поэзия
- «Пролетно разсъмване. Стихотворения» (1953)
- «Стихотворения» (1958)
- «Баладична поема» (1960)
- «Един бял лист» (1975)
- «Стихотворения и поеми» (1978)
- «Грешни сънища. Стихотворения и поеми» (1987)
- «Бяло потъване. Децими. Феникс» (1992)

### Пьесы
- «Джудо»,
- «Петрол»,
- «Ромео и Жулиета»,
- «Моцарт»

По сценариям Радоева сняты художественные и телевизионные фильмы «Наковальня или молот» (1972, СССР, ГДР, Болгария), «Avtostop» (1972), «Чудо» (ТВ, 1996).
За творческие достижения он награждён премией Международной академии искусств в Париже.

## Память
- Имя болгарского писателя и сценариста И. Радоева присвоено Плевенскому кукольно-драматическому театру имени Ивана Радоева[болг.] (Болгария).
- Учреждена премия имени И. Радоева, которая присуждается за лучшие произведения болгарских драматургов